# Janusz Bolonek
Janusz Bolonek (6 de desembre de 1938, Huta Dłutowska - 2 de març de 2016, Łódź) fou un bisbe catòlic polonès.
Entre altres càrrecs, també fou nomenat nunci apostòlic a Romania (1995-1998), Uruguai (1999-2008), Bulgària (des del 2008) i a Macedònia (concorrent des del 2011).